# Stéphane Rideau
Stéphane Rideau (Agen, 24 luglio 1976) è un attore francese.

## Biografia
Stéphane Rideau è stato scoperto durante una partita di rugby nel 1993 dal regista André Téchiné che, all'età di 16 anni gli propose un provino per il ruolo di Serge Bartolo nel film L'età acerba. L'apparizione nel film, al fianco di Gaël Morel e Élodie Bouchez, fu subito apprezzata tanto da valergli una nomination al Premio César per la migliore promessa maschile del 1995. L'età acerba è stato per Rideau l'inizio di una lunga amicizia e collaborazione con Gaël Morel e Élodie Bouchez. Per Morel ha recitato nel cortometraggio La Vie à Reboursin e nei film TV per il canale arte Premières neiges, e nel film A tutta velocità (À toute vitesse).
In quest'ultimo lungometraggio ha impersonato Jimmy, un ragazzo della provincia francese che ha un intenso rapporto di amicizia con Quentin, (Pascal Cervo) un giovane scrittore, e Julie (Élodie Bouchez), una ragazza di belle speranze di cui si innamorerà. Al termine dell'intreccio morirà a causa di una commozione celebrare subita in seguito al suo intervento in difesa di Samir (Méziane Bardadi), un amico omosessuale di origine algerina, soggetto a un pestaggio di stampo razzista.
Nel 1998 François Ozon lo sceglie per il ruolo di David in Sitcom - La famiglia è simpatica un lungometraggio, dai toni grotteschi e surreali, che racconta il declino morale di una famiglia borghese.
Nel 2000 è nei panni di Cédric, un bel ragazzo omosessuale sicuro di sé, fidanzato con l'introverso Mathieu (Jérémie Elkaïm) in Quasi niente (Presque rien) di Sébastien Lifshitz.
Il regista Gaël Morel gli affida la parte del più grande dei tre fratelli di origine algerini, orfani di madre che animano Le Clan. Nel lungometraggio incarna l'ex carcerato che, dopo essere uscito di prigione, decide di ricostruirsi una vita attraverso il duro lavoro. Nella famiglia assume un ruolo paternalista e diviene il punto di riferimento dei due fratelli minori, Olivier (Thomas Dumerchez) e Marc (Nicolas Cazalé).
Nel 2010 torna a collaborare con Gaël Morel che lo sceglie per recitare nel lungometraggio Notre Paradis il ruolo di Vassili, un prostituto con degli impulsi criminali.

## Filmografia

### Cinema
- Le Chêne et le Roseau (1993)
- L'età acerba (Les Roseaux sauvages), regia di André Téchiné (1994)
- La Vie à rebours, regia di Gaël Morel – cortometraggio (1995)
- Revivre, regia di Jean-Luc Raynaud (1995)
- Never Twice, regia di Vincent Ravalec – cortometraggio (1995)
- Le Banquet, regia di Christel Milhavet – cortometraggio (1995)
- A tutta velocità (À toute vitesse), regia di Gaël Morel (1996)
- Ça ne se refuse pas (1996)
- Mauvais Genre (1996)
- Drôle de jeu (nella serie Le juge est une femme) (1996)
- La Passion du docteur Bergh (1996)
- Le Mensonge (nella serie Verdict) (1996)
- Un silence coupable (nella serie Un homme en colère) (1998)
- Beaucoup trop loin (cortometraggio) (1998)
- Sitcom - La famiglia è simpatica (1998)
- Premières neiges (TV) (1999)
- Les Passagers (1999)
- Quasi niente (Presque rien) (2000)
- Lokarri (2000)
- Le Ventre de Juliette (2001)
- Lontano (Loin) (2001)
- La Merveilleuse Odysée de l'idiot toboggan (2002)
- Les Pygmées de Carlo (2002)
- Le Cadeau d'Elena (2003)
- Le Clan (2004)
- Dernière Cigarette (cortometraggio) (2004)
- New Wave (TV) (2008)
- Un barrage contre le Pacifique (2008)
- Last Zoom (apparizione nel videoclip della cantante Ysa Ferrer) (2009)

- Notre Paradis (2011)
- Les Hommes libres (2011)
- La Fille du patron, regia di Olivier Loustau (2015)
- Angel Face (Gueule d'ange), regia di Vanessa Filho (2018)

### Televisione
- Sixième classique (1995)
- ConneXion intime, regia di Renaud Bertrand – film TV (2019)